# Hypolimnas monteironis
Espèce
Hypolimnas monteironis est une espèce d'insectes lépidoptères de la famille des Nymphalidae, de la sous-famille des Nymphalinae et du genre Hypolimnas.

## Historique et dénomination
L'espèce Hypolimnas alimena a été décrite par l'entomologiste britannique Herbert Druce en 1874, sous le nom initial de Diadema monteironis

### Synonymie
- Diadema monteironis Druce, 1874 Protonyme

### Noms vernaculaires
Hypolimnas alimena se nomme en anglais  Black-Tipped Diadem.

## Taxinomie
Liste des sous-espèces
- Hypolimnas monteironis monteironis (Druce), 1874 - (Nigeria, Cameroun, Gabon, Congo, Angola, République démocratique du Congo)
- Hypolimnas monteironis major Rothschild, 1918 [3] - (Ouganda, Kenya occidental, au nord-ouest de la Tanzanie)

## Description

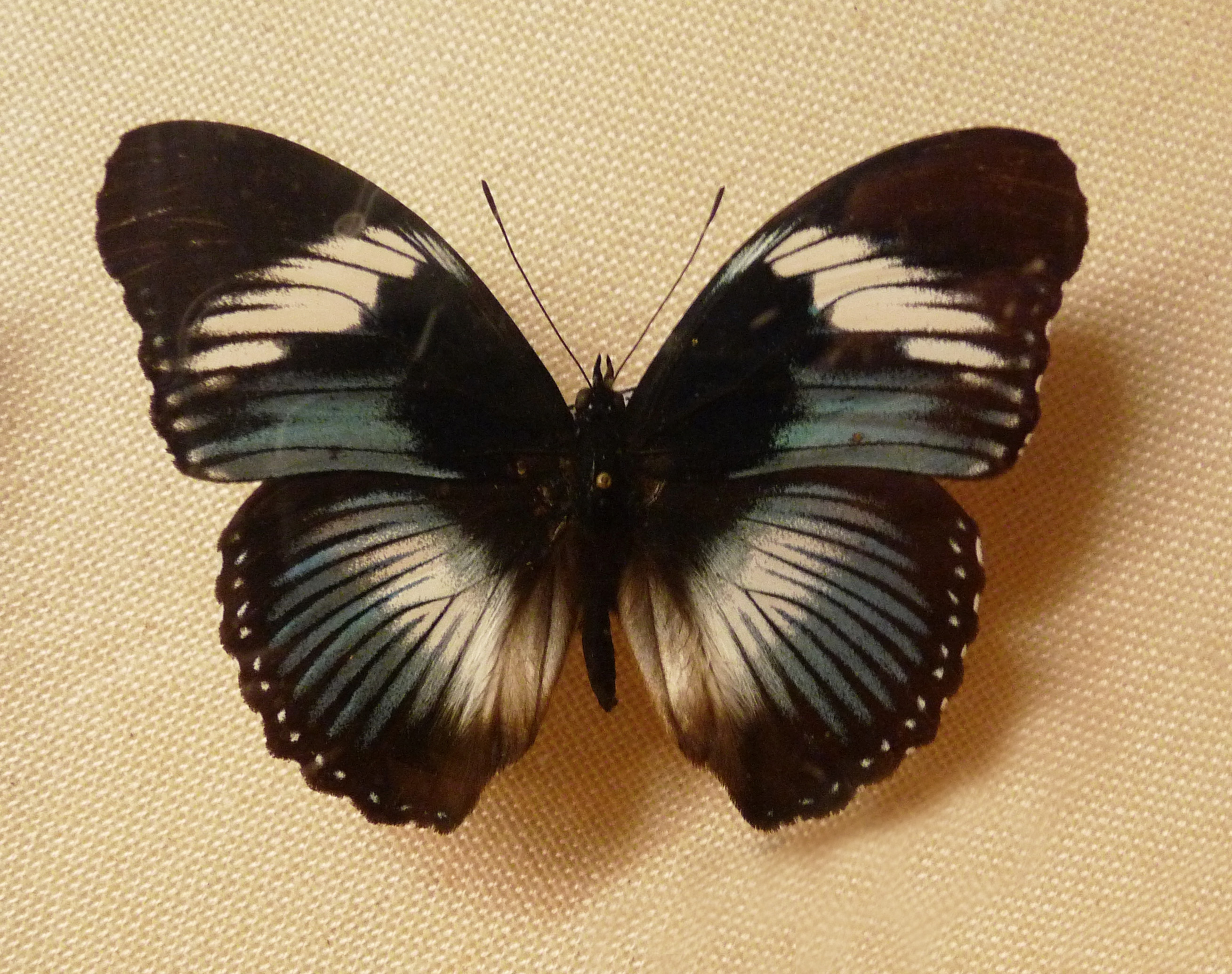
Face dorsale ♂
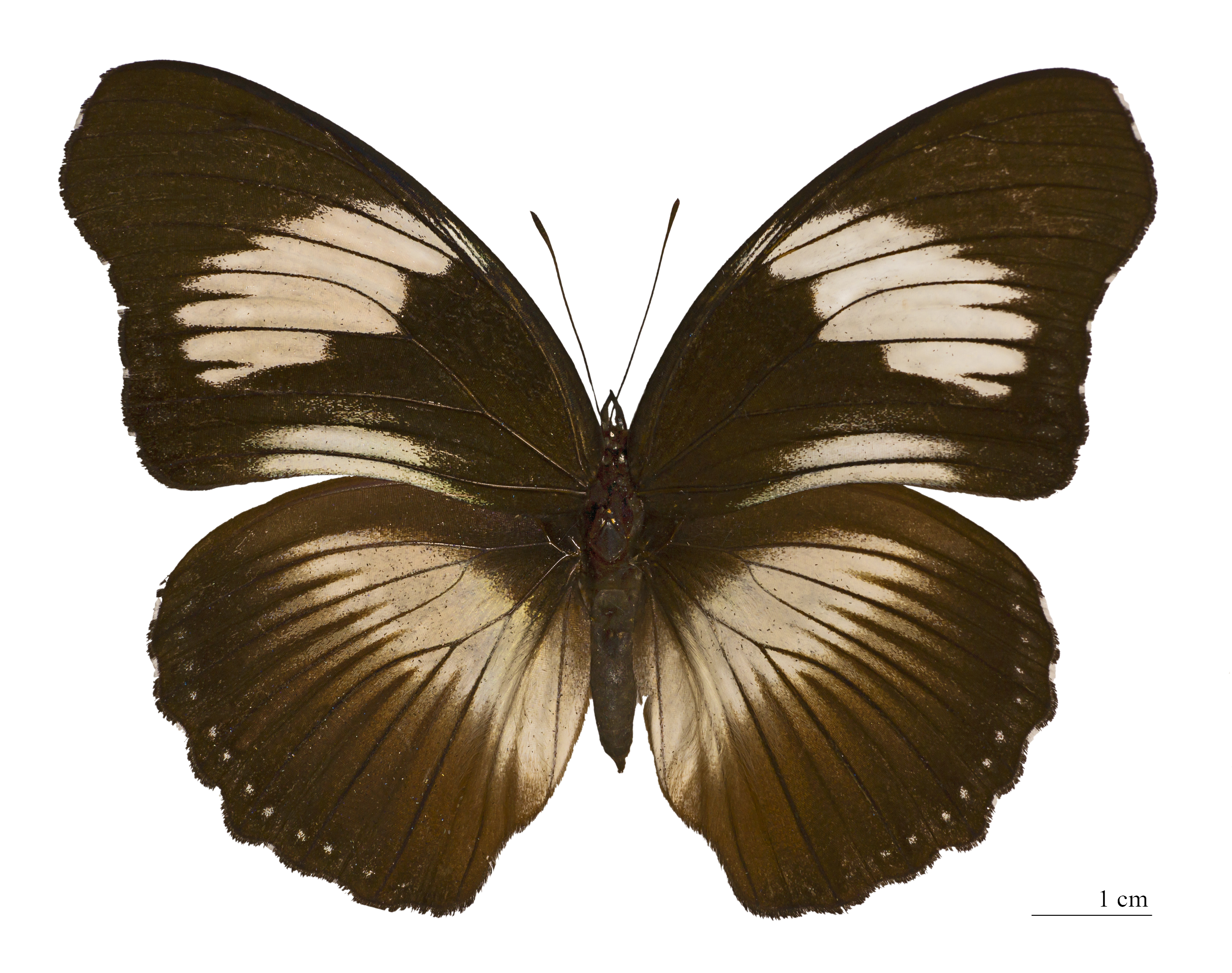
Face dorsale ♀

## Biologie

### Plantes hôtes
Les plantes hôtes de sa chenille sont Urera, Fleurya 

### Biotope
Il réside dans la forêt humide.

### Protection
Pas de statut de protection particulier.